# Alone + Easy Target
«Alone + Easy Target» es un sencillo radial, del grupo Foo Fighters, extraído de su álbum debut homónimo y lanzado a finales de 1996. Fue lanzado sólo como un sencillo promocional.

## Historia
Dave Grohl escribió y grabó la canción con su compañero de banda Kurt Cobain en un descanso entre las giras para el álbum Nevermind. Grohl dice , " Kurt la oyó y me besó en la cara, estaba en la bañera. Estaba emocionadísimo. Me dijo, “Oí que grabaste algo de material con Barrett“. Y le dije, “Si”. Y me dijo, “Déjame oírlo”. Me daba demasiada cosa estar en la misma habitación mientras lo escuchaba”. Nirvana pudo grabar la canción durante las pruebas de sonido de Nevermind en la gira europea.

## Lista de canciones
Promo sencillo
1. "Alone + Easy Target" (álbum versión)

## Otras versiones
- Una versión grabada por la banda el 23 de noviembre de 1995 en los Maida Vale Studios para las sesiones de la BBC "The Evening Session" fue lanzado como un lado B del sencillo "Big Me".[2]

- La versión demo original grabada en 1991 fue puesta más tarde a disposición del EP  Songs From the Laundry Room  para Record Store Day.[3]